# Хильдесхаймское княжество-епископство
Княжество-епископство Хильдесхайм (нем. Fürstbistum Hildesheim или Hochstift Hildesheim) — духовное княжество в составе Священной Римской империи, существовавшее с 1235 года до Германской медиатизации 1803 года. Княжество находилось на территории современной земли Нижняя Саксония и с 1500 года входило в состав Нижнесаксонского имперского округа.

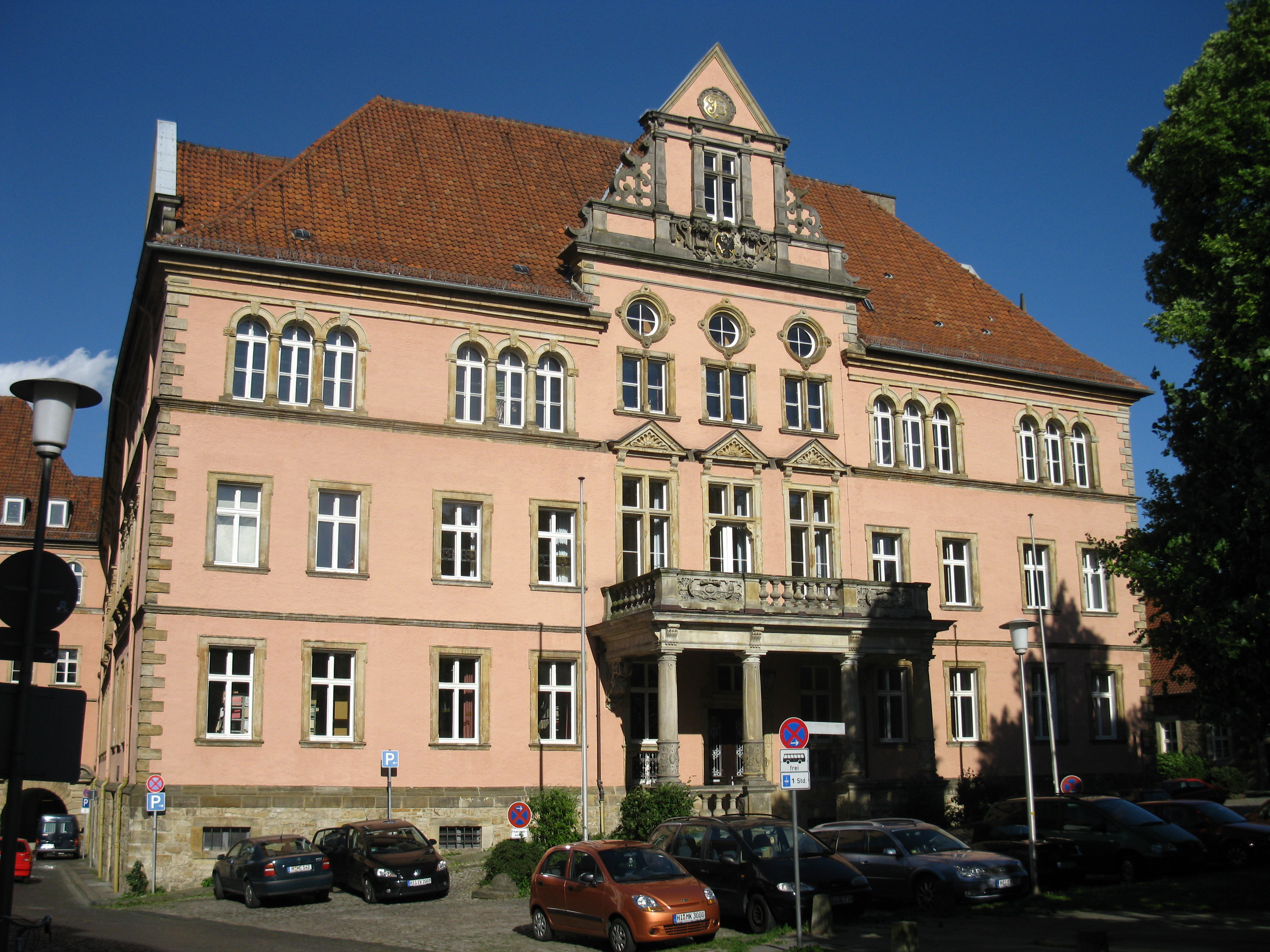
Домхоф — резиденция Хильдесхаймских князей-епископов в Хильдесхайме.

## История

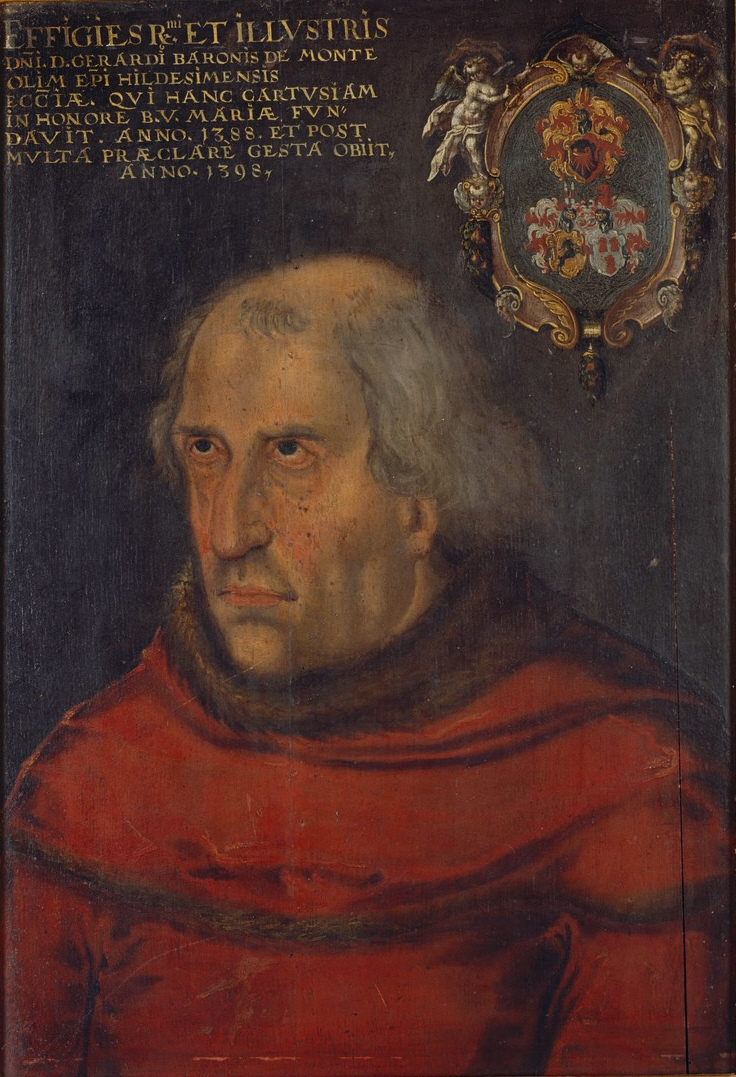
Князь-епископ Герхард фон Берг (1365—1398)

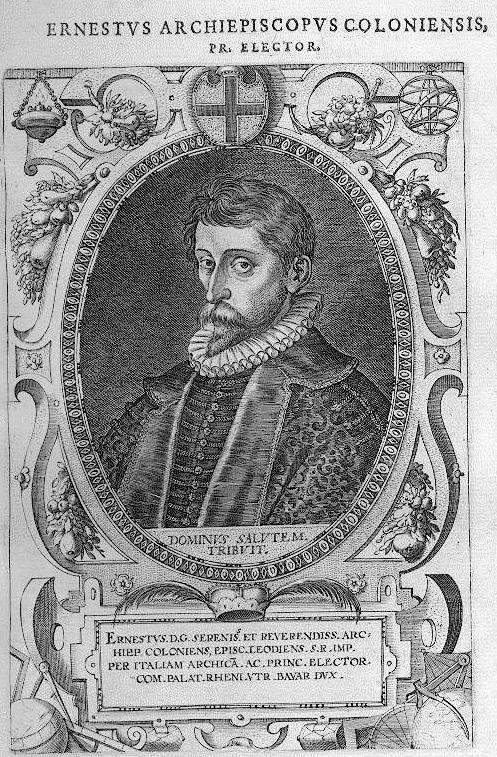
Князь-епископ Эрнст II Баварский (1573—1612)

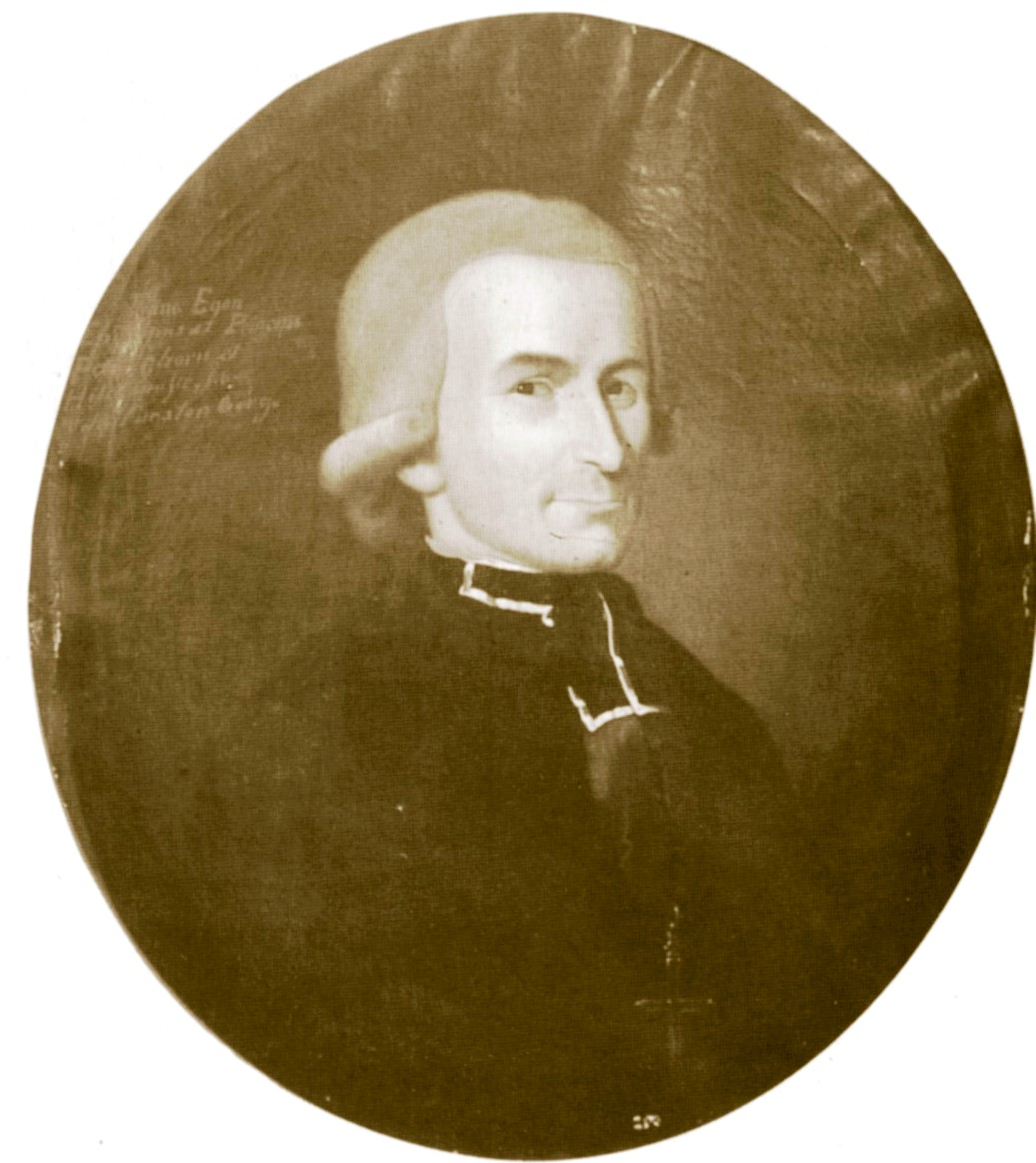
Последний князь-епископ Франц Эгон фон Фюрстенберг

Епархия Хильдесхайма была учреждена императором Людовиком I Благочестивым в 815 году в составе архиепархии Майнца. Постепенно епископ Хильдесхайма распространял свои властные полномочия на близлежащие земли: земли вдоль Мозеля и в Оденвальде, графство Харцгау.
15 августа 1235 года на Рейхстаге в Майнце епископство Хильдесхайм получило статус суверенного княжества в составе империи. В 1310 году в состав княжества-епископства вошло графство Дассель.
В 1803 году в результате наполеоновской секуляризации епископ Хильдесхайма был лишён светской власти в пользу Прусского королевства, в состав которого была включена территория княжества-епископства, ставшего обычной католической епархией.

## Князья-епископы
| Годы правления        | Имя                                  | Династия      | Дополнительно                                                               |
| --------------------- | ------------------------------------ | ------------- | --------------------------------------------------------------------------- |
| 03.09.1221—1246/7     | Конрад II фон Ризенберг              |               | ум. 18.12.1249 в монастыре Шёнау                                            |
| 1246/7—25.05.1257     | Генрих I Вернигеродский              | Рустеберги    | род. ок. 1200 в семье графов Вернигероде                                    |
| 1257—15.09.1260       | Иоганн I фон Бракель                 | Бракели       |                                                                             |
| 09.10.1260—04.07.1279 | Оттон I Брауншвейг-Люнебургский      | Вельфы        | сын 1-го герцога Брауншвейг-Люнебурга Оттона I                              |
| 18.07.1279—05.05.1310 | Зигфрид II Кверфуртский              | Кверфурты     |                                                                             |
| 06.09.1310—13.07.1318 | Генрих II Вольденбергский            | Вольденберги  | умер в Авиньоне                                                             |
| 23.05.1319—03.08.1331 | Оттон II Вольденбергский             | Вольденберги  | племянник Генриха II, граф Вольденберга                                     |
| 28.08.1331—06.02.1363 | Генрих III Брауншвейг-Люнебургский   | Вельфы        | сын герцога Брауншвейг-Люнебурга Альбрехта II                               |
| 22.03.1363—20.08.1365 | Иоганн II Шадланд                    |               | (1311—1373), Великий инквизитор Германии, нунций                            |
| 20.08.1365—15.11.1398 | Герхард фон Берг                     | фон Берге     | епископ Вердена (1363—1365)                                                 |
| 28.02.1399—12.05.1424 | Иоганн III фон Хойя                  | фон Хойя      | князь-епископ Падерборна (1394—1399)                                        |
| 10.05.1424—21.09.1452 | Магнус Саксен-Лауэнбургский          | Аскании       | сын герцога Саксен-Лауэнбурга Эриха IV                                      |
| 20.10.1452—1458       | Бернхард III Брауншвейг-Люнебургский | Вельфы        | сын герцога Брауншвейг-Люнебурга Фридриха II, князь Люнебурга (1457—1464)   |
| 24.03.1458—23.07.1471 | Эрнст I фон Шауэнбург                | Шауэнбурги    | сын графа Гольштейн-Пиннеберга Оттона II                                    |
| 29.09.1471—1481       | Хеннинг фон Хаус                     |               | ум. 14/15.05.1488 в Мариенбурге                                             |
| 1481—04.05.1502       | Бертольд II фон Ландсберг            | Ландесбергены | епископ Вердена (1470—1502), кузен Хеннинга                                 |
| 04.06.1503—1504       | Эрих II Саксен-Лауэнбургский         | Аскании       | сын герцога Саксен-Лауэнбурга Иоганна V, князь-епископ Мюнстера (1508—1522) |
| 13.07.1504—1527       | Иоганн IV Саксен-Лауэнбургский       | Аскании       | (ок. 1483—20.11.1547), брат Эриха II                                        |
| 1527—28.05.1531       | Бальтазар Мерклин                    |               | (р. 1479), апостольский администратор                                       |
| 1531—1537             | Оттон III Шауэнбургский              | Шауэнбурги    | (1517—21.12.1576), граф Гольштейн-Пиннеберга (c 1544)                       |
| 1537/8—28.04.1551     | Валентин фон Тойтлебен               |               |                                                                             |
| 03.10.1551—27.09.1556 | Фридрих Датский                      | Ольденбурги   | (р. 1532), сын короля Дании Фредерика I                                     |
| 31.03.1557—23.02.1573 | Буркхард фон Оберг                   | фон Оберг     |                                                                             |
| 07.03.1573—17.02.1612 | Эрнст II Баварский                   | Виттельсбахи  | (р. 17.12.1554), сын герцога Баварии Альбрехта V                            |
| 17.02.1612—13.09.1650 | Фердинанд Баварский                  | Виттельсбахи  | (р. 06.10.1577), сын герцога Баварии Вильгельма V                           |
| 13.09.1650—03.06.1688 | Максимилиан Генрих Баварский         | Виттельсбахи  | (р. 08.12.1621), племянник Фердинанда Баварского                            |
| 07.07.1688—13.08.1702 | Йобст Эдмунд фон Брабек              | Летмате       |                                                                             |
| 13.08.1702—12.11.1723 | Иосиф Клеменс Баварский              | Виттельсбахи  | (р. 05.12.1671), сын курфюрста Фердинанда Марии                             |
| 08.02.1724—06.02.1761 | Клеменс Август Баварский             | Виттельсбахи  | (р. 16.08.1700), сын курфюрста Максимилиана II                              |
| 06.02.1761—07.02.1763 | должность вакантна                   |               |                                                                             |
| 07.02.1763—06.01.1789 | Фридрих Вильгельм фон Вестфален      | Вестфалены    | (р. 5.04.1727), князь-епископ Падерборна (1782—1789)                        |
| 06.01.1789—1803       | Франц Эгон фон Фюрстенберг           | Фюрстенберги  | (р. 10.05.1737), барон, князь-епископ Падерборна (1789—1825)                |